# Real Alcázar de Madrid
El desaparecido Real Alcázar de Madrid fue un palacio real de la monarquía Hispánica hasta 1734, año en que fue destruido por un incendio de incierto origen. Estuvo situado en el solar donde actualmente se erige el Palacio Real de Madrid (en ocasiones llamado «Palacio de Oriente», por su ubicación en la plaza de Oriente). Construido como fortaleza musulmana en el siglo IX, el edificio fue ampliándose y mejorándose con el paso de los siglos, especialmente a partir del siglo XVI cuando se convirtió en palacio real de acuerdo a la elección de Madrid como capital del Imperio español. Pese a ello, esta gran construcción siguió conservando su primitiva denominación de alcázar.
La primera ampliación de importancia acometida en el edificio se efectuó en el año 1537, por encargo del emperador Carlos V, pero su aspecto exterior final corresponde a las obras realizadas en 1636 por el arquitecto Juan Gómez de Mora, impulsadas por el rey Felipe IV.
Célebre tanto por su riqueza artística como por su arquitectura irregular, fue residencia de la familia real española y sede de la Corte desde la dinastía de los Trastámara, hasta su destrucción en un incendio en la Nochebuena de 1734, en tiempos de Felipe V. Muchos de sus tesoros artísticos se perdieron, entre ellos más de 500 cuadros, si bien otros pudieron rescatarse (como Las meninas de Velázquez).

## Historia

### Orígenes

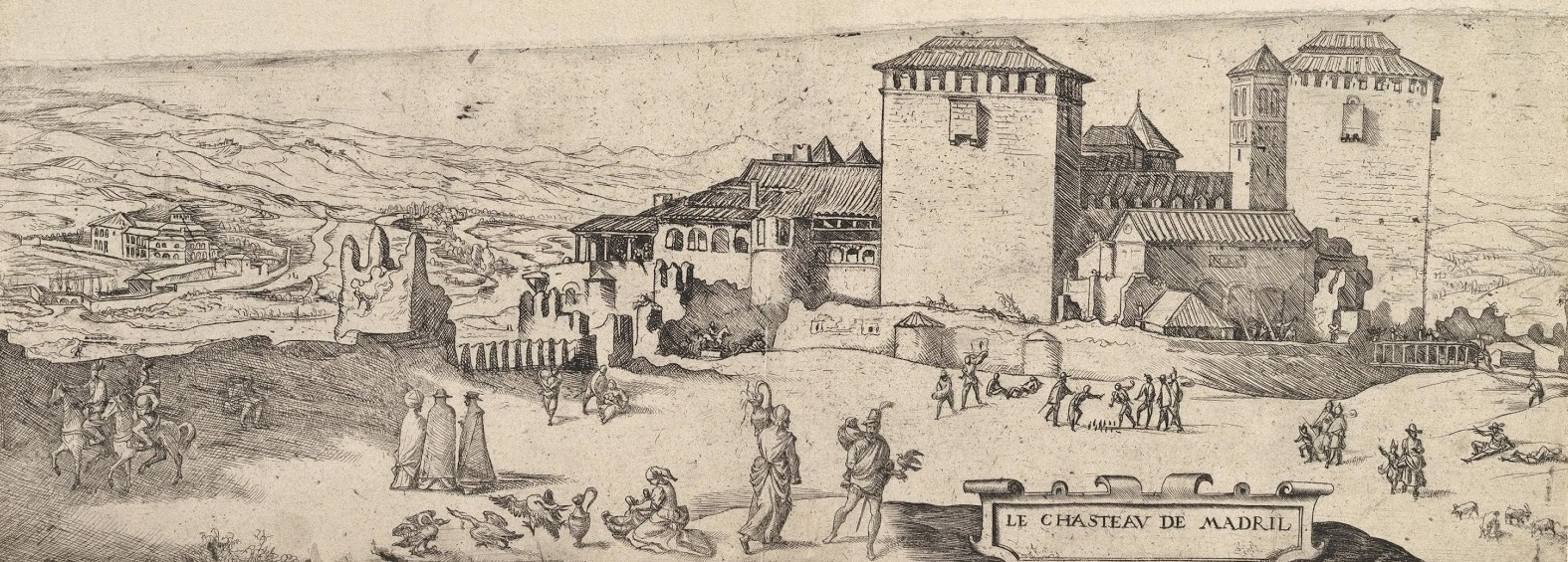
Vista del viejo alcázar, según Jan Cornelisz Vermeyen. La imagen corresponde, aproximadamente, al año 1534, antes de la ampliación emprendida por Carlos I en 1537, la primera de envergadura realizada en el edificio. Es probable que este fuera el aspecto que presentaba el castillo musulmán, cuya estructura y muros sirvieron de base al palacio real promovido por el emperador.

Existe una amplia documentación sobre la planta y el aspecto exterior que tuvo el edificio entre el siglo XVI y 1734, cuando desapareció en un incendio: numerosos textos, grabados, planos, maquetas y pinturas. Sin embargo, las imágenes de su interior son muy escasas y las referencias sobre su origen tampoco son abundantes.
El primer dibujo que se tiene del Alcázar fue realizado por el pintor flamenco Jan Cornelisz Vermeyen hacia el año 1534, tres decenios antes de la designación de Madrid como capital de España. En él se muestra un castillo articulado en dos cuerpos principales, que tal vez pueda corresponderse, al menos parcialmente, con la estructura de la fortaleza musulmana sobre la que se asienta.
Esta primitiva fortificación fue levantada por el emir cordobés Muhámad I (852-886), en una fecha indeterminada comprendida entre los años 860 y 880. Era el núcleo central de la ciudadela islámica de Maŷrit, un recinto amurallado de aproximadamente cuatro hectáreas, integrado, además de por el castillo o hisn, por una mezquita y por la casa del gobernador o emir.
Su enclave, en un terreno escarpado, debió de situarse en algún lugar cercano a los altos de Rebeque. Actualmente no existen evidencias ya que sirvió de cantera para los nuevos edificios cristianos. Su ubicación tenía un gran valor estratégico, dado que permitía la vigilancia del camino fluvial del Manzanares. Este resultaba clave en la defensa de Toledo, ante las frecuentes incursiones de los reinos cristianos en tierras de Al-Ándalus.
Tras la conquista del Madrid islámico en el 1083 por parte de Alfonso VI y ante la necesidad de alojar a la corte castellana itinerante en sus numerosas estancias en la ciudad, se construyó un nuevo alcázar, al norte del primer recinto amurallado. Es decir, el alcázar islámico muy probablemente nunca se ubicó bajo el actual Palacio Real tal y como apuntan muchas crónicas que están equivocadas y que han ido copiándose unas a otras hasta ser la teoría más extendida, pero rebatida por la historia y la arqueología. 
Es probable que el castillo fuera fruto de la evolución, en ese mismo lugar, de diferentes construcciones militares anteriores: primeramente, una atalaya de observación y, con posterioridad, quizá un pequeño fortín.
El viejo castillo cristiano fue objeto de diferentes ampliaciones con el paso del tiempo, quedando la estructura original integrada dentro de los añadidos. Así puede observarse en algunos grabados y pinturas del siglo XVII, en los que aparecen, en la fachada occidental (la que da al río Manzanares), cubos semicirculares que desentonan con el diseño general del edificio.

### Los Trastámara

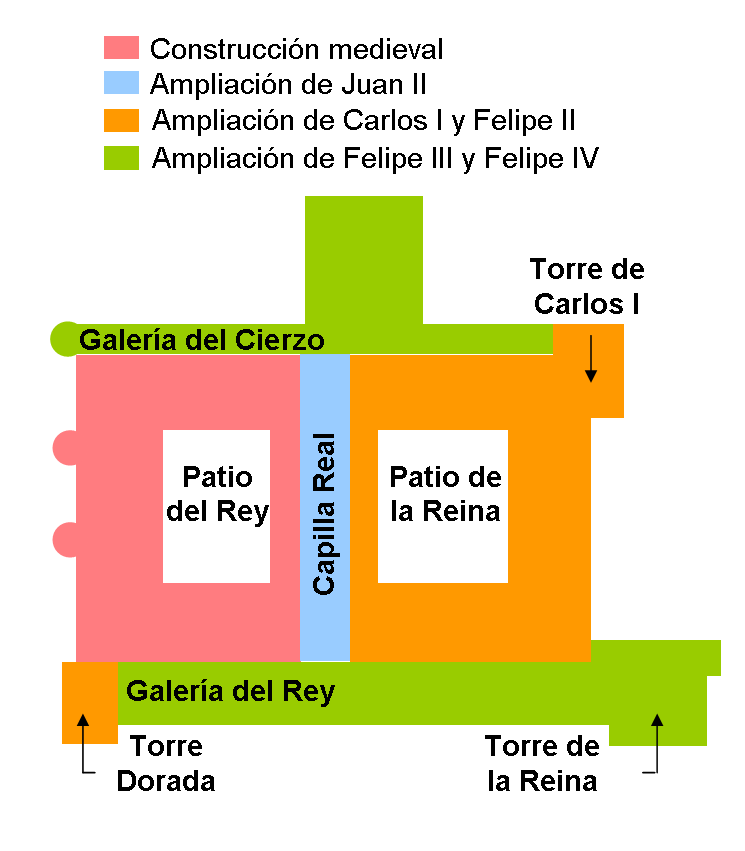
Evolución histórica de la planta del Real Alcázar de Madrid.

La dinastía de los Trastámara convirtió el edificio en su residencia temporal, de tal modo que, a finales del siglo XV, el alcázar de Madrid era ya una de las principales fortalezas de Castilla y la villa madrileña sede habitual en la convocatoria de las Cortes del Reino. En consonancia con su nueva función, el castillo incorporó en su topónimo el apelativo de real, indicativo de su uso exclusivo por la monarquía castellana.
Enrique III promovió el levantamiento de diferentes torres, que cambiaron el aspecto del edificio, otorgándole un aire más palaciego. Su hijo, Juan II, construyó la Capilla Real y añadió una nueva dependencia, conocida como la Sala Rica, por su decoración suntuosa. Estos dos nuevos elementos, levantados junto a la fachada oriental, supusieron ampliar la superficie del primitivo castillo aproximadamente en un 20 % más.
Enrique IV fue uno de los reyes que más frecuentaron el lugar. Residió en el Alcázar durante largas temporadas y en él nació el 28 de febrero de 1462 Juana la Beltraneja, su única hija.
En 1476, los seguidores de Juana la Beltraneja fueron sitiados en el edificio, en el contexto de las disputas por el control del trono de Castilla con Isabel la Católica. El recinto acusó daños de consideración durante este cerco.

### Carlos I

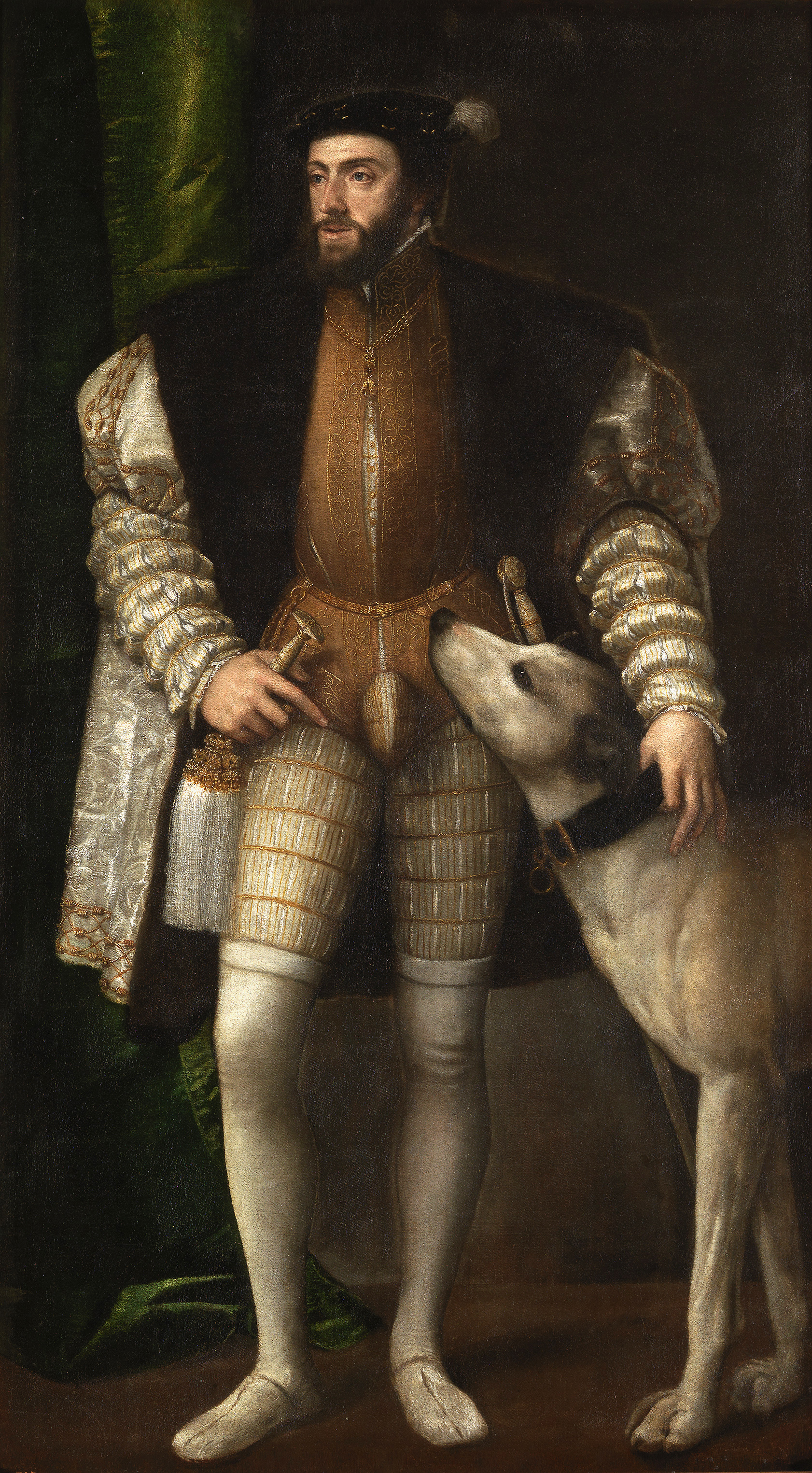
Retrato de Carlos I de España, realizado por Tiziano entre 1532 y 1533. El emperador promovió la primera ampliación de envergadura del edificio, duplicando su superficie original. Sin embargo, es a Felipe II a quien se debe su conversión definitiva en palacio real.

El Real Alcázar de Madrid volvió a sufrir importantes destrozos durante la Guerra de las Comunidades de Castilla, que se extendió desde 1520 hasta 1522, en tiempos de Carlos I.
En vista de su estado, Carlos I decidió ampliar el edificio, en lo que puede considerarse como la primera obra de importancia en la historia del Alcázar. Esta remodelación se relaciona probablemente con la voluntad del emperador de fijar la Corte de forma definitiva en la villa de Madrid, algo que no se materializó hasta el reinado de Felipe II. Así sostienen diferentes investigadores, caso de Luis Cabrera de Córdoba (siglo XVI), que, en un escrito referido a este último monarca, se manifiesta en los siguientes términos:

El Rey Católico [por Felipe II], juzgando incapaz la habitación de la ciudad de Toledo, ejecutando el deseo que tuvo el emperador su padre [por Carlos I] de poner su Corte en la Villa de Madrid, determinó poner en Madrid su real asiento y gobierno de su monarquía.

Desde esta perspectiva se entienden los esfuerzos de Carlos I de dotar a la villa de una residencia regia, a la altura de las necesidades de un estado moderno o, al menos, a lo que él estaba acostumbrado antes de su llegada a Castilla. En vez de derruir el incómodo y anticuado castillo medieval, iniciativa que habría podido ser tachada de demasiado radical, el emperador tomó la decisión de utilizarlo como base para la edificación de un palacio. La nueva construcción siguió llevando el nombre de la fortaleza preexistente, Real Alcázar de Madrid, pese a que, siglos atrás, ya había perdido su función militar.
Las obras comenzaron en 1537, bajo la dirección de los arquitectos Luis de Vega y Alonso de Covarrubias, quienes renovaron las dependencias antiguas, articuladas alrededor del Patio del Rey, ya existente en el castillo medieval. Con todo, su aportación más valiosa fue la construcción de unas nuevas salas para la reina, distribuidas en torno al Patio de la Reina, de nueva factura. Asimismo, fue edificada la denominada Torre de Carlos I, en uno de los ángulos de la fachada septentrional, la que da a los actuales Jardines de Sabatini. Estos nuevos añadidos supusieron duplicar la superficie original del edificio.
El proyecto estaba presidido por inequívocos rasgos renacentistas, muy visibles en los casos de la escalera principal y de los citados Patios del Rey y la Reina, jalonados por continuos arcos de medio punto y sustentados por columnas que daban ligereza al edificio.
La ampliación impulsada por Carlos I fue la primera obra de envergadura realizada en el Alcázar, a la que siguieron numerosas reformas y remodelaciones que se sucedieron, de manera prácticamente ininterrumpida, hasta la destrucción del edificio en el siglo XVIII.

### Felipe II

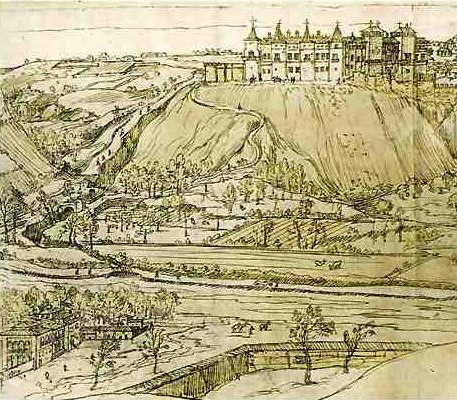
Detalle del dibujo realizado por Antoon Van Den Wijngaerde en 1562, donde se puede contemplar el edificio un año después de que Felipe II designara a Madrid como capital de España.

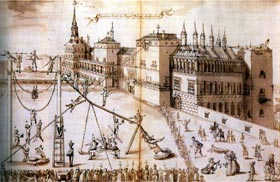
Dibujo anónimo del edificio hacia 1596-1597, cuando las obras impulsadas por Felipe II estaban prácticamente concluidas. A la derecha, puede verse la Torre Dorada, levantada por Juan Bautista de Toledo, en la esquina suroccidental del Alcázar. En primer término, en la plaza, los hermanos Buratines ofrecen un espectáculo de funambulismo.

Felipe II prosiguió con las ampliaciones. Ya en su etapa como príncipe, mostró un gran interés por las obras promovidas por su padre, el emperador Carlos I. Como rey, impulsó la adaptación definitiva del edificio en residencia palaciega, especialmente a partir de 1561, cuando decidió establecer la Corte de forma permanente en Madrid.
El monarcá ordenó la reforma de sus aposentos, así como de otras estancias, y puso un empeño especial en la decoración de las salas, labor que se encomendó a entalladores, vidrieros, carpinteros, pintores, escultores y demás artesanos y artistas, muchos de ellos llegados de los Países Bajos, de Italia y de Francia. Las obras, que se extendieron desde 1561 hasta 1598, fueron dirigidas inicialmente por Gaspar de la Vega.
Sin embargo, la Torre Dorada, la aportación más relevante del rey en el Alcázar, se debió al arquitecto Juan Bautista de Toledo, sustituto de aquel en la ejecución de las obras. Este torreón presidía la arista suroccidental del Alcázar y estaba rematado con un chapitel de pizarra, cuyo trazado recuerda la factura de las torres esquinadas del Monasterio de El Escorial, que se estaba construyendo simultáneamente en la sierra de Guadarrama.
Durante el reinado de Felipe II, el Real Alcázar de Madrid conoció, como se ha señalado, su conversión definitiva en palacio real. En lo que respecta a su interior, la parte comprendida entre las dos torres primitivas de la fachada meridional adoptó un aire más ceremonial, mientras que en el ala septentrional se dispuso el área de servicios.
La zona occidental quedó reservada a las dependencias del rey, enfrentadas por el este con las de la reina. Ambas áreas estaban separadas por dos grandes patios, según la estructura concebida por Alonso de Covarrubias, en tiempos de Carlos I. Esta distribución de las diferentes funcionalidades se mantuvo prácticamente inalterada hasta el incendio de 1734.
A Felipe II también se debió la construcción de la Armería Real, derribada en el año 1894. Ocupaba el lugar donde hoy se alza la cripta de la catedral de la Almudena y formaba parte del complejo de las Reales Caballerizas, dependiente del alcázar.

### Felipe III, Felipe IV y Carlos II

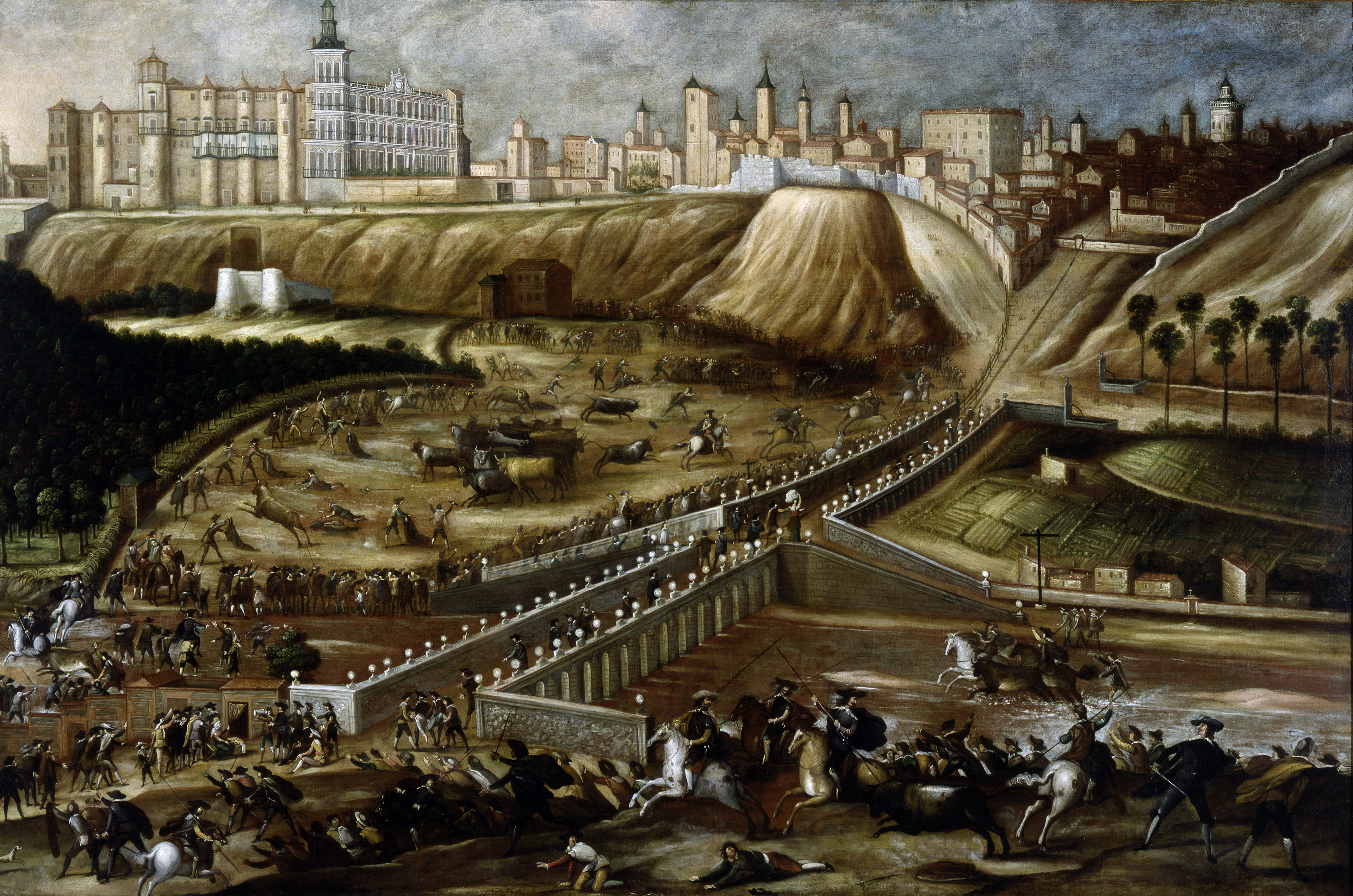
Vista del Alcázar Real y entorno del Puente de Segovia, anónimo, c. 1670.

A pesar del impulso dado al edificio por Felipe II, el Real Alcázar presentaba, al final de su reinado, un aspecto heterogéneo. Su fachada principal, situada al sur, integraba elementos medievales, que desentonaban con los añadidos del monarca. El choque de estilos era muy visible en lo que respecta a la Torre Dorada, incorporada por el rey, y los dos grandes torreones del castillo musulmán, cuya disposición en cubos, sin prácticamente vanos, restaba ligereza al conjunto.
Llegado al trono Felipe III, hijo de Felipe II, la fachada meridional se convirtió en el principal empeño del monarca. Su proyecto, encomendado a Francisco de Mora, consistía en armonizar la fachada sur a partir de las características arquitectónicas de la citada Torre Dorada. A este arquitecto se debió también la remodelación de las habitaciones de la reina.

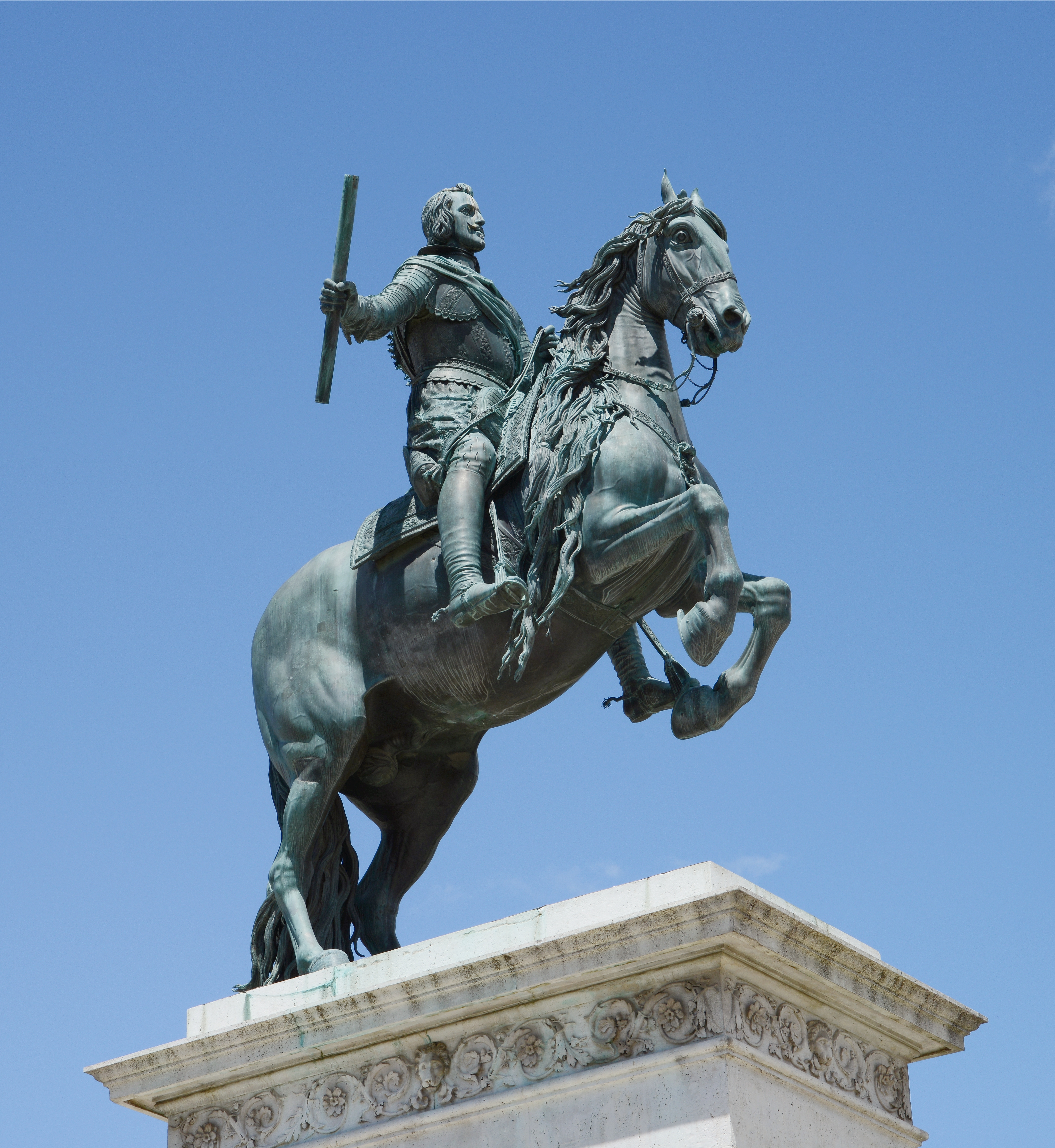
Estatua ecuestre del rey Felipe IV, de Pietro Tacca, situada en la Plaza de Oriente, en las proximidades del lugar que ocupó el Alcázar. Durante su reinado, fue concluida la fachada meridional diseñada por Juan Gómez de Mora.

Sin embargo, las obras de la fachada fueron ejecutadas finalmente por Juan Gómez de Mora, su sobrino, quien introdujo importantes novedades sobre el diseño de su tío, al compás de las corrientes barrocas de la época. El nuevo trazado empezó a realizarse en el año 1610 y se extendió al reinado de Felipe IV, hasta 1636, cuando culminó la fachada que pervivió hasta el incendio de 1734 y se realizaron las obras de cerramiento de la plaza exterior.

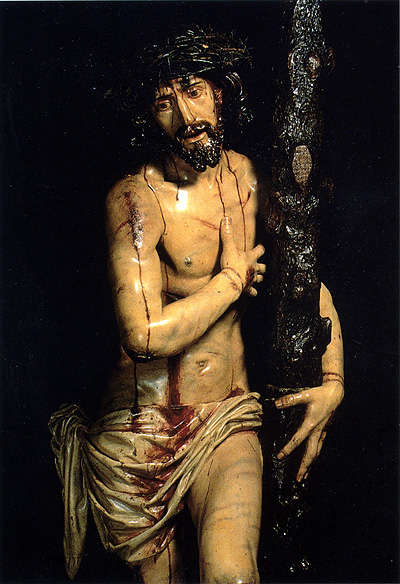
Santo Cristo de la Victoria de Serradilla, obra de Domingo de Rioja, retenido por Felipe IV de España durante una década en la capilla del palacio real, del que era muy devoto.

El conjunto ganó en luminosidad y equilibrio, gracias a una sucesión de ventanas y columnas articuladas a partir de dos torres simétricas. Además de la citada fachada meridional, se remodelaron las restantes fachadas, excepción hecha de la occidental, que continuó siendo la del antiguo castillo medieval. En 1680 se hicieron obras realizadas por Bartolomé Hurtado.  
Curiosamente fue Felipe IV quien dotó al edificio de su traza más armoniosa, a pesar de su desapego por el mismo. El monarca rehusó habitar en el alcázar y mandó construir un segundo palacio, el del Buen Retiro, igualmente desaparecido. Fue levantado extramuros, al este de la ciudad, en los terrenos que hoy ocupa el parque de El Retiro.
El proyecto iniciado por Felipe III y concluido por Felipe IV tuvo continuidad durante el reinado de Carlos II, a través de diferentes retoques. La Torre de la Reina, emplazada en el flanco suroriental, fue rematada con un chapitel de pizarra, para mantener la simetría con la Torre Dorada, erigida en tiempos de Felipe II, en el otro extremo. Asimismo, la plaza surgida a los pies de la fachada meridional incorporó diferentes dependencias y galerías.

### Felipe V

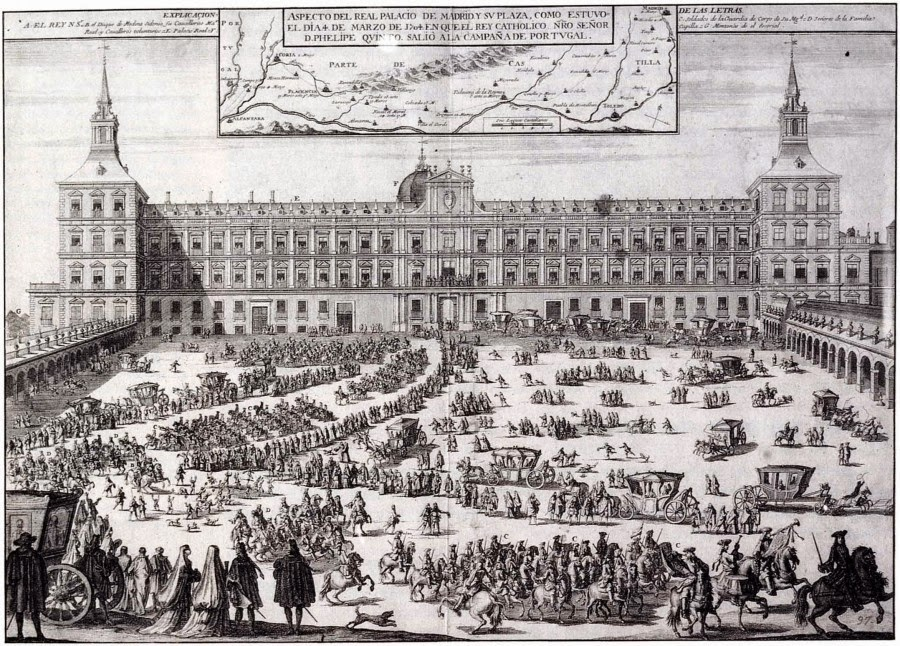
Grabado de Filippo Pallotta, donde se puede apreciar la fachada principal del Alcázar de Madrid en 1704, treinta años antes del incendio que lo destruyó.

Felipe V se proclamó rey de España el 24 de noviembre de 1700, en un acto celebrado en la plaza meridional del palacio, coincidente, en líneas generales, con la actual plaza de la Armería.
El Real Alcázar de Madrid, el austero edificio que iba a ser su residencia, chocaba frontalmente con el gusto francés que había impregnado la vida del monarca, desde su nacimiento en Versalles en 1683 hasta su llegada a España en 1700. De ahí que las reformas que impulsó en el palacio afectaran, en su inmensa mayoría, a su parte interior.
Las estancias principales fueron redecoradas, siguiendo las pautas de los palacios franceses. La reina María Luisa de Saboya dirigió las reformas, con la ayuda de su camarera mayor, Ana María de la Tremoille, princesa de los Ursinos, su mano derecha en estas labores. Esta última marcaba las directrices en la ejecución de las obras, al margen de cualquier trámite burocrático.
La remodelación interior del Álcazar corrió a cargo inicialmente del arquitecto Teodoro Ardemans, sustituido, en una segunda fase, por el arquitecto francés René Carlier.

### El incendio de 1734

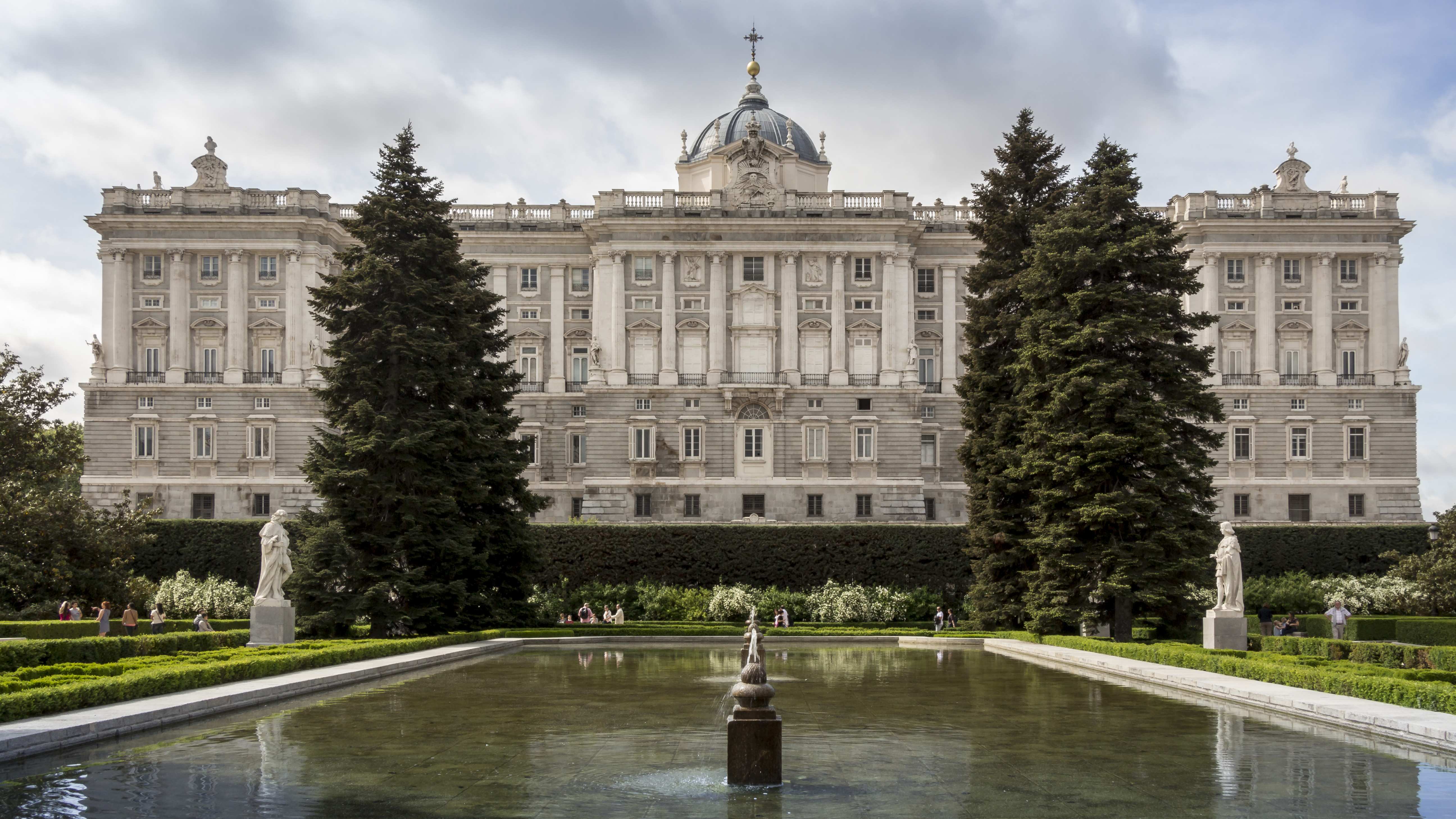
El Palacio Real de Madrid, levantado sobre el solar del Alcázar, empezó a construirse en 1738, cuatro años después del incendio.

En la Nochebuena de 1734, con la Corte desplazada al Palacio de El Pardo, se declaró un pavoroso incendio en el Real Alcázar de Madrid. El fuego, que pudo tener su origen en un aposento del pintor de Corte Jean Ranc, se propagó rápidamente, sin que pudiera ser controlado en ningún momento. Se extendió a lo largo de cuatro días y fue de tal intensidad, que algunos objetos de plata quedaron fundidos por el calor y los restos de metal (junto con piedras preciosas) tuvieron que recogerse en cubos.
Según el relato de Félix de Salabert, marqués de la Torrecilla, realizado días después de producirse el suceso, la primera voz de aviso se dio aproximadamente hacia las 00:15, por parte de unos centinelas que hacían su guardia. El carácter festivo de la jornada impidió que la alerta saltase de inmediato a la calle e, incluso, el toque a fuego de los campanarios fue inicialmente desatendido, ya que la gente «discurría que eran maitines» (rezos de antes del amanecer), en palabras del citado autor. Los primeros en colaborar, tanto en la extinción del fuego como en el rescate de personas y objetos, fueron los frailes de la congregación de San Gil.
Por temor a saqueos, la reacción inicial fue no abrir las puertas del Alcázar, lo que restó tiempo para el desalojo cuando este era ya forzoso. Se hizo un ímprobo esfuerzo en la recuperación de los objetos religiosos que se custodiaban en la Capilla Real, además de dinero en efectivo y joyas de la Familia Real, como la Perla Peregrina y el diamante El Estanque. Algún cofre con monedas hubo de arrojarse por una ventana.
La recuperación de los numerosos cuadros del Alcázar se dejó en un segundo plano, ante las dificultades que implicaba por su tamaño y ubicación a varias alturas y en múltiples salas. Algunos de dichos cuadros estaban encastrados en las paredes. De ahí que se perdiera un buen número de las pinturas que se guardaban en el edificio en aquel momento (como La expulsión de los moriscos de Velázquez), y otras (como Las meninas) se salvaron desclavadas de los marcos y arrojadas por las ventanas.No obstante, una parte de las colecciones pictóricas había sido trasladada previamente al Palacio del Buen Retiro, para preservarla de las obras de reforma que estaban teniendo lugar en el interior del Real Alcázar, lo que las salvó de una probable destrucción. Por otro lado, el incendio también destruyó las colecciones americanas que los reyes de España habían ido formando, que incluían las piezas ofrecidas a la Corona por los conquistadores.
Extinguido el incendio, el edificio quedó reducido a escombros. Los muros que quedaron en pie tuvieron que ser demolidos, dado su estado de deterioro. Cuatro años después de su desaparición, en 1738, Felipe V ordenó la construcción del actual Palacio Real de Madrid, cuyas obras se extendieron a lo largo de tres decenios. El nuevo edificio fue habitado por primera vez por Carlos III en el año 1764.

## Características

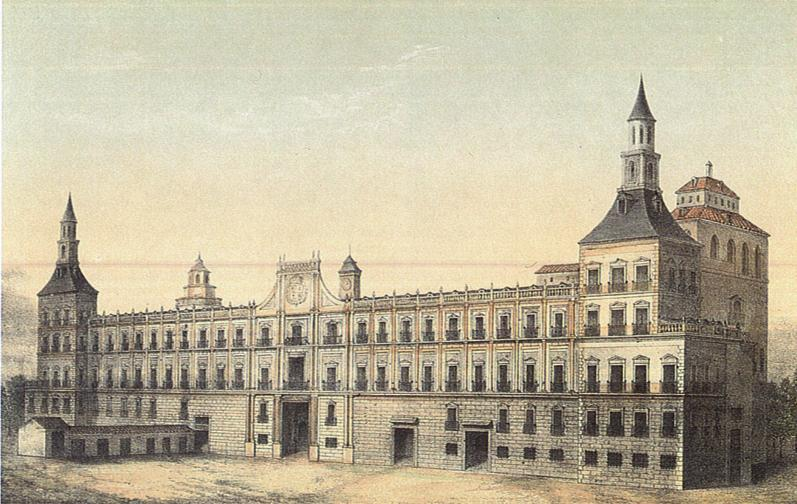
El Real Alcázar hacia 1710.

A pesar de los esfuerzos realizados por dotar al edificio de una traza armoniosa, las modificaciones, ampliaciones y reformas realizadas a lo largo de los siglos no llegaron a darle un aspecto homogéneo. Los visitantes franceses e italianos criticaban que las fachadas eran irregulares y la distribución interior, laberíntica. Muchos de los salones privados eran oscuros y no tenían ventanas, lo que se explica por el clima caluroso de Madrid (en el que se buscaba la sombra) y también por la escasez del vidrio. Todavía a principios del siglo XVIII, muchas ventanas del palacio se cerraban con celosías para disimular la falta de cristales.
La primera asimetría provenía de su fachada occidental, que, al estar situada al borde del barranco configurado por la hondonada del valle del Manzanares, resultaba la menos visible desde el casco urbano de Madrid. Pero, al mismo tiempo, era la primera que veían los viajeros que entraban en la ciudad por el puente de Segovia.
Esta fachada fue la que experimentó el menor número de remodelaciones y, en consecuencia, la que más denotaba el origen medieval del edificio. Era íntegramente de piedra, con cuatro cubos o torres semicirculares, si bien es cierto que se habían practicado ventanas más grandes y numerosas que las dispuestas en la fortaleza primitiva. Los cuatro cubos fueron rematados con chapiteles cónicos de pizarra, semejantes a los del Alcázar de Segovia, lo que suavizó el aire militar del conjunto.
Las restantes fachadas estaban construidas en ladrillo rojo y granito (aparejo toledano), lo que daba al edificio una coloración muy característica de la arquitectura tradicional de Madrid, en la que se emplean estos dos materiales tan abundantes en el área de influencia de la ciudad (la arcilla es abundante en la ribera del río Manzanares y la piedra de granito en la cercana sierra de Guadarrama).
El acceso principal estaba en la fachada meridional, que resultó especialmente problemática en las diferentes remodelaciones acometidas, al estar presidida por dos grandes volúmenes cuadrangulares, construidos en el medievo. Ambos cuerpos quebraban la línea longitudinal de la fachada, la que unía la Torre Dorada, alzada en tiempos de Felipe II, con la Torre de la Reina, correspondiente a las reformas de Felipe III y Felipe IV.
Con el diseño de Juan Gómez de Mora, las citadas torres fueron ocultadas, lográndose un mayor equilibrio del conjunto, según puede observarse en el dibujo de Filippo Pallota, del año 1704. Este arquitecto también armonizó el aspecto de las Torres Dorada y de la Reina, al colocar sobre la segunda un chapitel piramidal, idéntico al de la primera.
El Real Alcázar de Madrid era de planta rectangular. Su interior, articulado a partir de dos grandes patios, estaba organizado también asimétricamente. El Patio del Rey, situado al oeste en la parte correspondiente al castillo medieval, era más pequeño que el de la Reina que, emplazado en el lado opuesto, distribuía las dependencias construidas durante la ampliación de Carlos I. Entre ambos, se levantaba la Capilla Real, fruto del impulso de los Trastámara, en concreto, del rey Juan II de Castilla. Durante largo tiempo los patios estuvieron abiertos al pueblo, y en ellos se vendían todo tipo de artículos como en un mercado, costumbre que sorprendía a los viajeros extranjeros.

## El Real Alcázar, galería de pintura
En el Real Alcázar de Madrid había una ingente cantidad de obras de arte, de las que han quedado referencias gracias a los inventarios realizados en los años 1600, 1636, 1666, 1686 y 1700, además de los efectuados después del incendio de 1734 y tras la muerte de Felipe V (1683-1746).

Carlos V en Mühlberg, por Tiziano.

Se estima que, en el momento del incendio, en el palacio se guardaban cerca de dos mil pinturas, entre originales y copias, de las que se perdieron más de quinientas. Los aproximadamente mil cuadros que pudieron ser rescatados se custodiaron en diferentes edificios en los días posteriores al suceso, entre ellos el Convento de San Gil, la Armería Real y las casas del Arzobispo de Toledo y del Marqués de Bedmar. Una parte importante de la pinacoteca del Alcázar había sido trasladada provisionalmente al Palacio del Buen Retiro para facilitar la ejecución de unas obras, con lo que quedó a salvo del incendio.
Entre las obras perdidas, una de las más valiosas, tanto por factura como por su valor histórico, era La expulsión de los moriscos, de Diego de Silva y Velázquez, que le valió en el concurso de 1627 el ganar el cargo de ujier de cámara, paso decisivo en su carrera, ya que le permitió realizar su primer viaje a Italia.De Velázquez eran también un retrato ecuestre del rey, e igualmente se perdieron tres de los cuatro cuadros de una serie mitológica que pintó hacia 1659 (Apolo y Marsias, Adonis y Venus, y Psique y Cupido). Sólo se recuperó de esta serie Mercurio y Argos. El famoso cuadro Las meninas, que colgaba en un despacho de la planta baja, se pudo rescatar pero sufrió una perforación en una mejilla de su protagonista, la infanta Margarita. Este daño fue reparado hábilmente en esa época, y no requirió mayor retoque cuando el cuadro se restauró en 1984.
Otro de los grandes pintores del que se perdieron numerosas obras fue Rubens. Entre sus bajas podemos citar un precioso retrato ecuestre de Felipe IV especialmente querido por el retratado, y que ocupaba un lugar de privilegio en el Salón de los Espejos, enfrentado al famoso retrato de Tiziano Carlos V en Muhlberg. Del cuadro destruido de Rubens queda una buena copia en los Uffizi de Florencia por Martínez del Mazo. También se perdió de Rubens El rapto de las Sabinas, o las veinte obras que ornaban la Pieza Ochavada.
Del mencionado Tiziano se perdió la serie de Los Doce Césares, presente en el Salón Grande, conocida actualmente por copias y una serie de grabados de Aegidius Sadeler II. También se quemaron dos de las cuatro Furias que había en el Salón de los Espejos (las otras dos están en el Museo del Prado). Además de los citados, se perdió una invaluable colección de autores con obras que (según los inventarios) eran de Tintoretto, Veronés, Ribera, el Bosco, Brueghel, Sánchez Coello, Van Dyck, El Greco, Annibale Carracci, Leonardo da Vinci, Guido Reni, Rafael de Urbino, Jacopo Bassano, Correggio... entre otros muchos.

## Recintos anexos
Las sucesivas ampliaciones acometidas en el Real Alcázar de Madrid a lo largo de la historia no sólo afectaron al edificio propiamente dicho, sino también a sus inmediaciones, con la construcción de una serie de recintos anexos.
Al sur del Alcázar fueron levantadas las Caballerizas Reales, donde se integraron las dependencias de la Armería Real. En su parte septentrional y occidental, se extendían la plaza del Picadero y los Jardines o Huerto de la Priora, que comunicaban el palacio con el Real Monasterio de la Encarnación. Hacia el este, se edificó la Casa del Tesoro.

### Casa del Tesoro

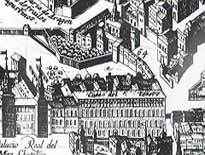
Detalle del plano de Antonio Mancelli, grabado por Frederic de Witt (1635), correspondiente a la Casa del Tesoro. A la izquierda, puede observarse que este edificio tenía comunicación directa con el Real Alcázar de Madrid.

Con esta denominación se designaba a un complejo arquitectónico, destinado a diferentes servicios, que constaba de dos recintos principales: las Casas de Oficios y las cocinas nuevas.
Sus obras, que comenzaron en 1568, en tiempos de Felipe II, se realizaron a partir de un diseño que contemplaba inicialmente una construcción independiente, pero que finalmente fue anexada a la fachada oriental del Alcázar, del tal forma que existía comunicación directa entre ambos núcleos.
En el siglo XVII, se levantó un pasadizo que unía la Casa del Tesoro con el Real Monasterio de la Encarnación, para que los reyes pudiesen acceder directamente desde el palacio al citado edificio religioso.
La Casa del Tesoro llegó a albergar la Biblioteca Real, antecedente de la Biblioteca Nacional, por iniciativa del rey Felipe V. El complejo, que sobrevivió al incendio del Alcázar de 1734, fue demolido por orden de José I, que pretendía crear una gran plaza junto a la fachada oriental del Palacio Real.
Los sótanos, pavimentos y restos de muros del edificio fueron descubiertos en el siglo XX durante las obras de remodelación de la plaza de Oriente, realizadas en 1996 por el alcalde José María Álvarez del Manzano. Pese a su importancia histórica, los vestigios fueron destruidos.

### Caballerizas Reales y Armería Real

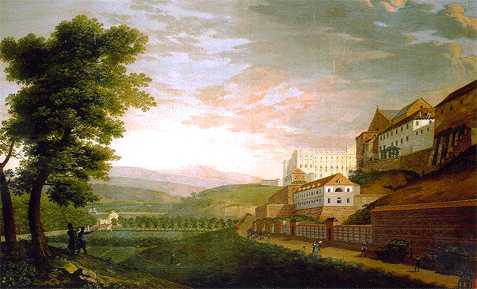
Pintura de Madrid de principios del siglo. A la derecha, en la parte superior, se encuentra la fachada meridional del Palacio Real y, en la parte central, aparece el complejo de las Caballerizas Reales, que se destaca del resto de construcciones por sus fachadas en blanco.

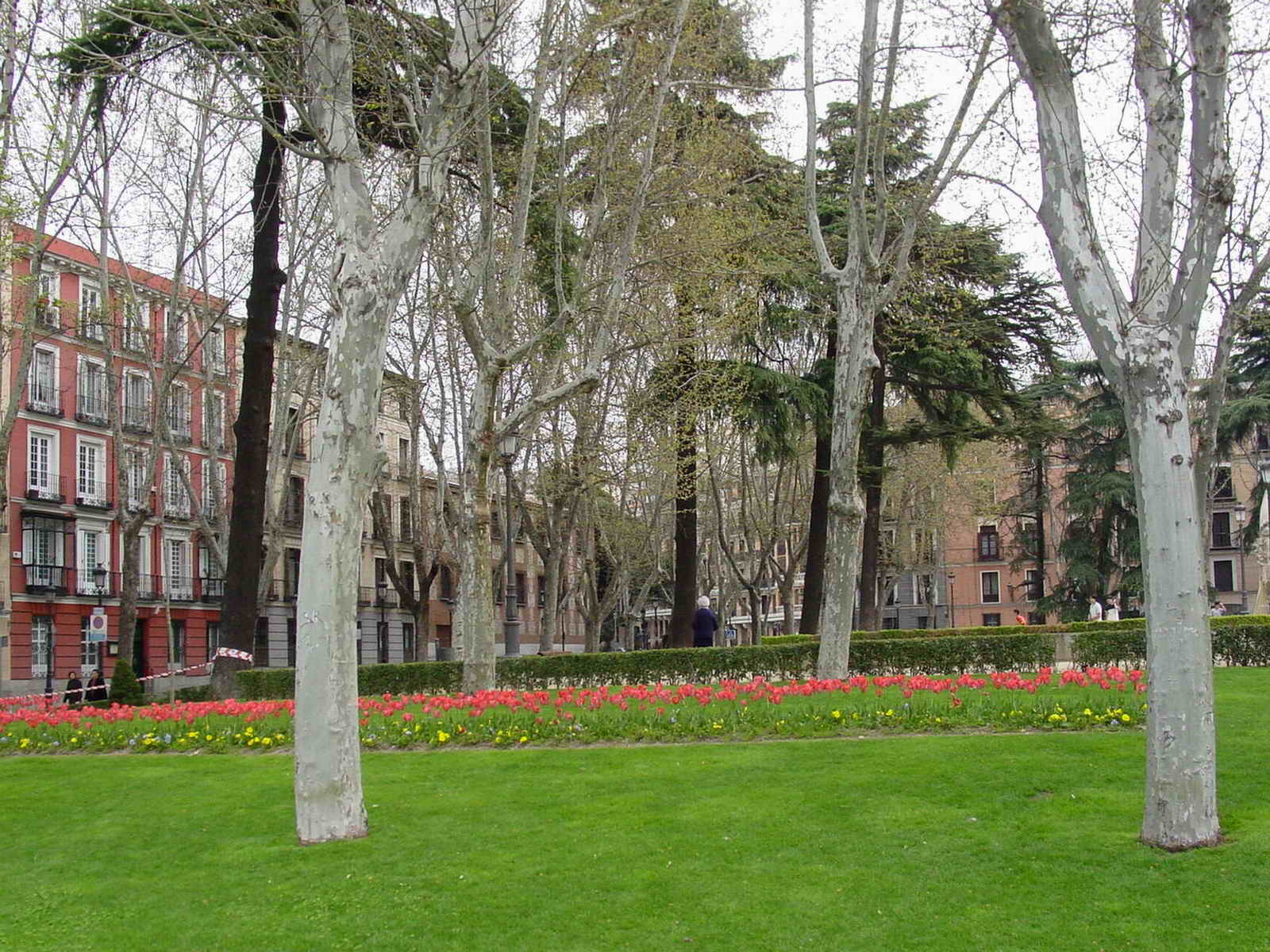
Jardines del cabo Noval, en la Plaza de Oriente, donde estaba situado el Huerto de la Priora. El edificio de menor altura que aparece en la parte central de la fotografía corresponde a la fachada sur del Real Monasterio de la Encarnación, del que dependía este recinto. Los Jardines de la Priora fueron destruidos a principios del siglo.

En el año 1553, Felipe II decidió crear un complejo que albergase las Caballerizas Reales, en las inmediaciones del Alcázar. Fue levantado en el extremo opuesto de la plaza meridional del palacio, en el lugar que hoy ocupa la cripta de la catedral de la Almudena, sin comunicación directa con la residencia regia. Las obras, dirigidas por el maestro Gaspar de Vega, se extendieron desde 1556 hasta 1564, año a partir del cual se sucedieron algunas modificaciones.
El edificio era de planta rectangular. Presentaba una nave corrida, de 80 m de largo por 10 de ancho, dividida en dos series de columnas, con un total de 37, que soportaban una techumbre de bóvedas de arista. A ambos lados del pasillo central, definido por ambas series de columnas, se situaban los pesebres. Las Caballerizas Reales constaban de tres portadas: la principal, integrada por un arco de piedra de granito, daba al Real Alcázar, otra se situaba en el extremo de la nave y la última, abierta a la plaza del palacio, se localizaba en la fachada sur. Esta última era conocida como el Arco de la Armería.
En 1563, el monarca ordenó instalar en el piso superior la Armería Real, que hasta entonces se guardaba en la ciudad de Valladolid, lo que significó variar el diseño inicial, que reservaba esa planta a los aposentos de los mozos de servicio. En 1567, se añadieron cubiertas abuhardilladas de pizarra, con lo que el conjunto quedó finalmente integrado por tres alturas.
El edificio fue derribado en el año 1894, para la construcción de la cripta neorrománica de la Catedral de la Almudena.

### Jardines de la Priora
Los Jardines o Huerto de la Priora fueron el resultado de la remodelación emprendida a principios del siglo XVII, en los terrenos situados al norte y oeste del Real Alcázar de Madrid, a raíz de la fundación del Real Monasterio de la Encarnación en el año 1611.
Situados en el lugar que hoy ocupan los Jardines del cabo Noval, dentro de la Plaza de Oriente, el recinto estaba gestionado por el citado convento. En los años 1809 y 1810, el rey José I ordenó la expropiación y destrucción del Huerto de la Priora, así como el derribo de las manzanas de edificios existentes en sus inmediaciones, con objeto de crear una gran plaza monumental al este del Palacio Real. Este proyecto no pudo materializarse hasta el reinado de Isabel II, cuando fue concluido el trazado definitivo de la actual plaza de Oriente.